# Adrienne Péan
Marie Adrienne Péan (Parigi, 19 luglio 1875 – Saint-Julien-l'Ars, 31 agosto 1958) è stata una tennista francese.

## Biografia
Figlia del chirurgo Jules-Émile Péan e di Françoise Girou de Buzareingues, nacque presso l'Hôtel de Fontpertuis in Place Vendôme. Dopo essersi sposata con Henri Stresser il 25 maggio 1909 nella capitale francese, nel 1913 divenne madre del futuro antropologo Guy Stresser-Péan.

## Carriera
Nel 1908 giunse in finale all'Open di Francia singolare femminile e fu battuta da Kate Gillou alla sua ultima vittoria nella competizione.
Vinse il doppio misto nel 1907 in coppia con Robert Wallet.

## Finali del Grande Slam

### Singolare
| Anno | Torneo          | Avversario nella finale | Punteggio |
| ---- | --------------- | ----------------------- | --------- |
| 1908 | Open di Francia | Kate Gillou             | 6-2, 6-2  |

### Doppio misto
| Data           | Torneo              | Superficie  | Compagno      | Avversarie in finale          | Punteggio |
| 23 giugno 1907 | Nordea Open, Parigi | Terra rossa | Robert Wallet | Comtesse de Kermel Jean Porée | 6-3, 6-5  |